# نابنط أبيض
نابنط أبيض (الاسم العلمي:Nepenthes alba) هو نوع غير مؤكد من النباتات يتبع جنس النابنط من الفصيلة النابنطية.